# Great Dalby
Great Dalby – wieś w Anglii, w hrabstwie Leicestershire, w dystrykcie Melton. Leży 19 km na północny wschód od miasta Leicester i 145 km na północ od Londynu.